# ペンネ

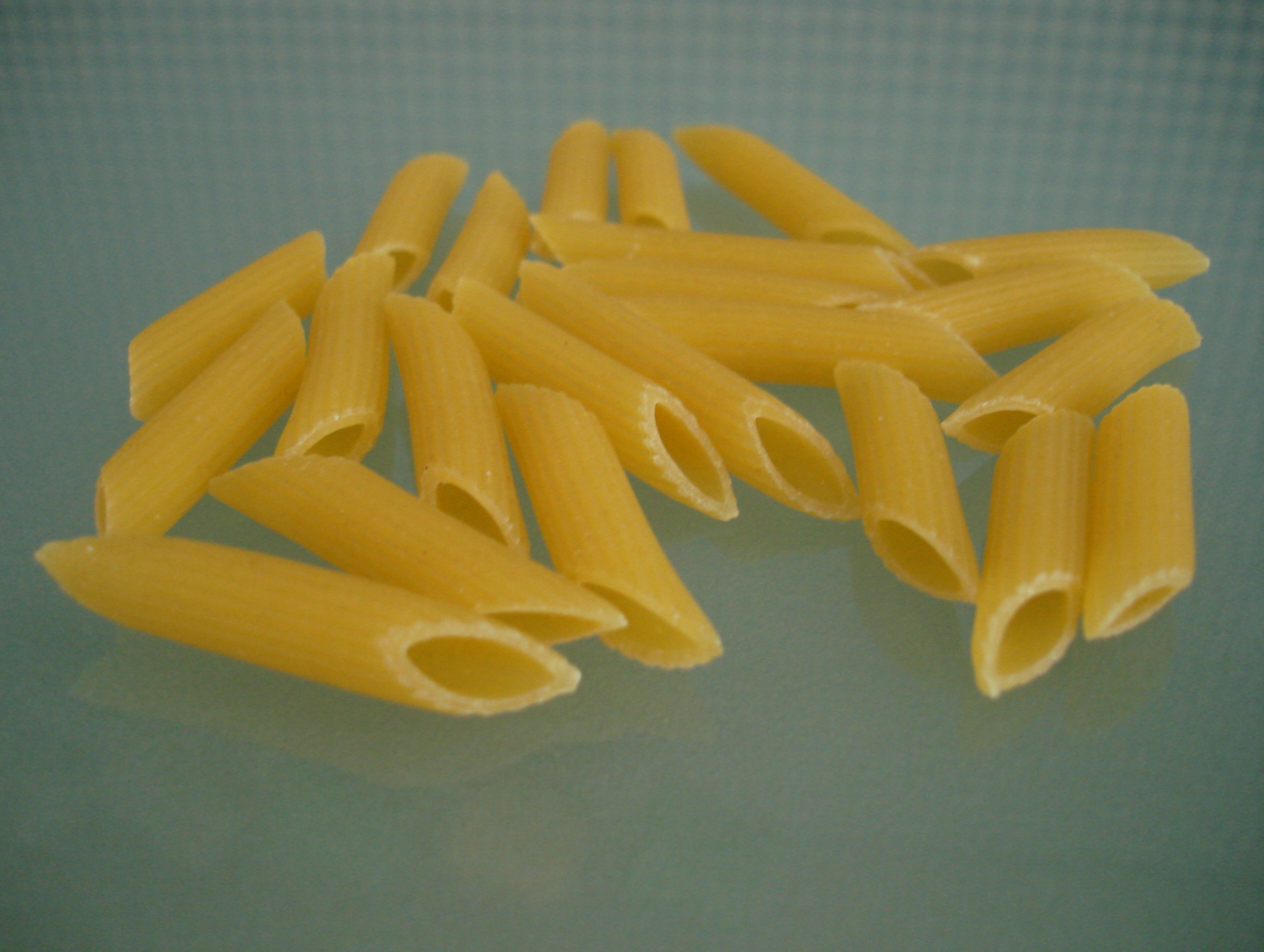
調理前

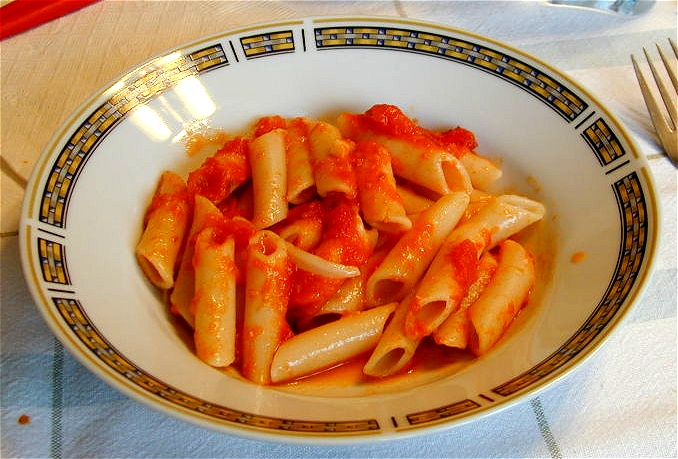
調理したペンネ

ペンネ（伊: penne）は、ペン先状、筒状のパスタの総称。イタリアのカンパニア州やシチリア州でよく食べられる。中でもペンネ・リガーテ (penne rigate) は表面に細かい溝があり（rigate は、"溝が入った" の意味）、ソースが絡みやすくなっているため、よく使われる。日本での分類では、ショート・パスタやマカロニとなる。2〜3cmのまっすぐの筒の両端を並行に斜めに切り落とした形。小型のペンネッテ (pennette) などもある。

## 語源
ペンネとはイタリア語で「羽根」や「ペン」を表すpennaの複数形で、形状がペン先に似ていることからそう呼ばれる。

## 調理法

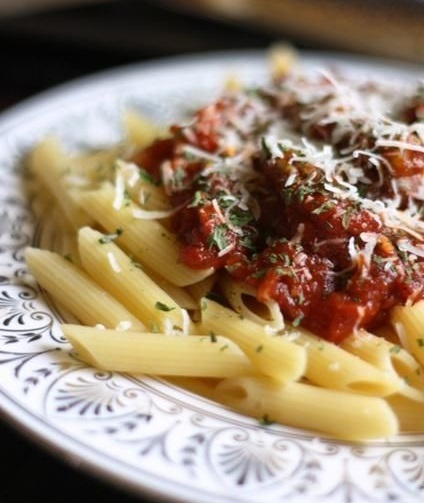
ミートソースの乗ったペンネ

ペンネは、ソースが管の内部に入るためアラビアータをはじめとするトマトソースや、クリームソースと合わせることが多い。

## 類似品
- ベトナムでは小麦粉ではなく、コメを使ってペンネと同じ形に成形したライスヌードルが作られている。